# 小苞报春
小苞报春（学名：Primula bracteata）为报春花科报春花属下的一个种。